# Escut de Santa Maria de Palautordera
L'Ajuntament no ha aprovat encara la versió heràldicament correcta definida per la Direcció de Governament de les Administracions Locals de la Generalitat de Catalunya i en manté un escut que no compleix la normativa de l'heràldica cívica catalana ni el Reglament de Símbols d'Ens Locals de Catalunya adaptant un segell local del segle xviii.
D'atzur, un palau torrejat d'or sumat d'un colom contornat d'argent acompanyat de dos arbres de sinople. Terrassat de sinople carregat de ones d'argent i atzur.

## Proposta oficial

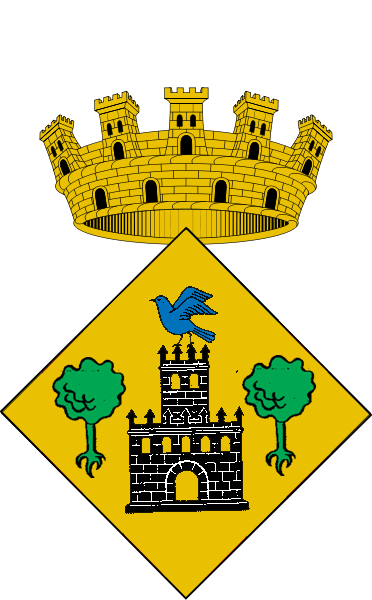
Escut heràldic proposat per a Santa Maria de Palautordera

L'escut de Santa Maria de Palautordera hauria de tenir el següent blasonament, segons la proposta d'Armand de Fluvià, conseller heràldic de la Generalitat de Catalunya:
Escut caironat: d'or, un palau obert torrejat de sable somat d'un tord d'atzur amb les ales esteses i acompanyat de dos arbres de sinople, un a cada costat. Per timbre, una corona mural de vila.

## Història
Es tracta d'unes armes parlants, en què el palau i el tord al·ludeixen al topònim de Palautordera, amb el tord d'atzur referent també a la Tordera i els arbres com a senyal tradicional.